# Lonchaea hirticeps
Lonchaea hirticeps är en tvåvingeart som beskrevs av Zetterstedt 1837. Lonchaea hirticeps ingår i släktet Lonchaea, och familjen stjärtflugor. Arten är reproducerande i Sverige.